# Pierre Louis Dulong

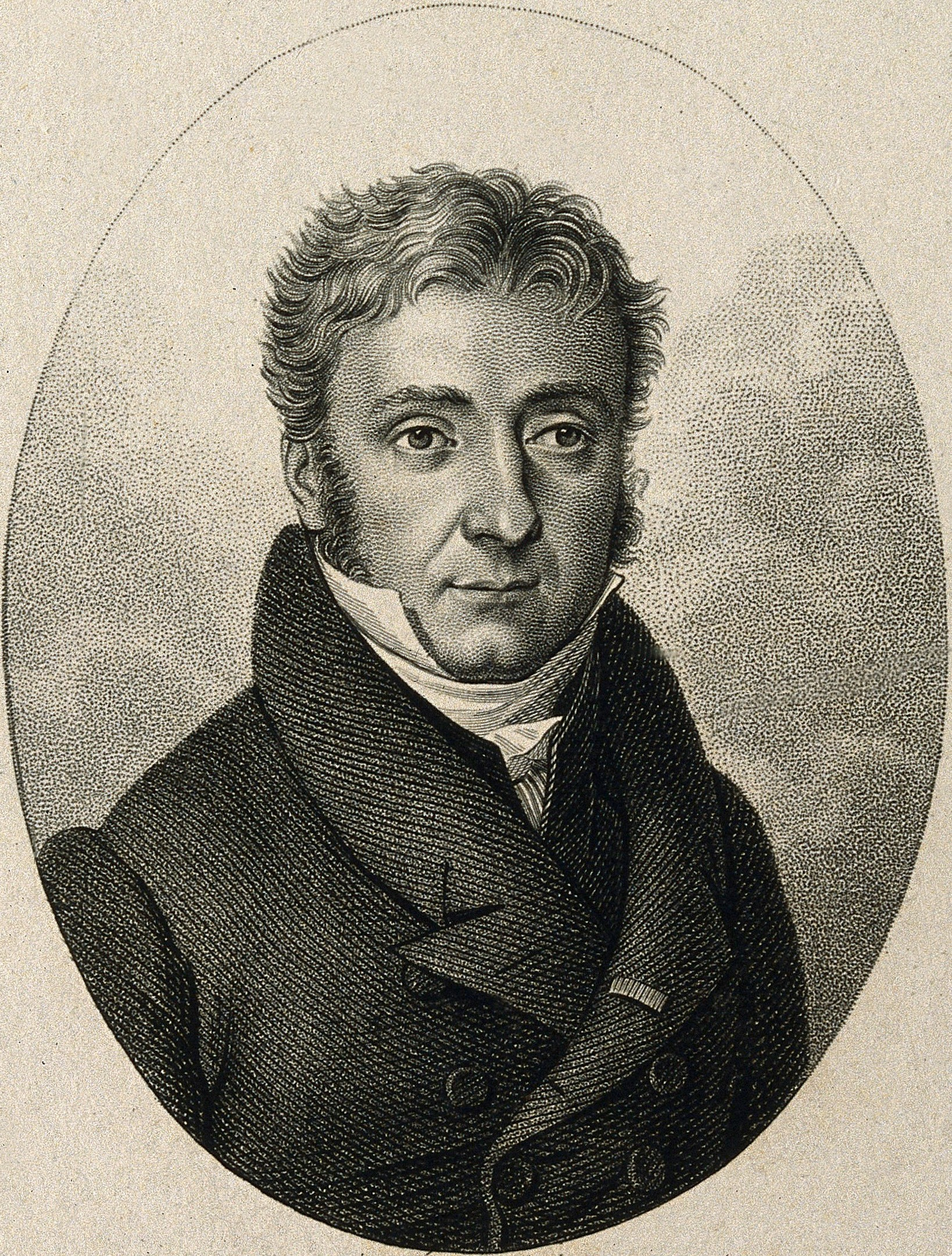
Pierre Louis Dulong

Pierre Louis Dulong (ur. 12 lutego 1785 w Rouen, zm. 19 lipca 1838 w Paryżu) – francuski fizyk i chemik. Profesor fizyki na paryskim École Polytechnique.

## Upamiętnienie
Jego nazwisko pojawiło się na liście 72 nazwisk na wieży Eiffla.